# 4 R de l'économie circulaire
Ne doit pas être confondu avec Règle des 3 R.
 (décembre 2021).
Les 4 R de l'économie circulaire sont quatre principes qui résument l'approche de l'économie circulaire. Ils consistent dans quatre verbes d'action qui débutent chacun par un R : réduire, réparer, réutiliser, recycler,,,. Il s'opposent aux principes de l'économie linéaire, parfois présentés comme : extraire, produire, consommer, jeter,.
La liste des 4 R connaît toutefois des variations : l'ordre des principes et les verbes associés ne sont pas toujours les mêmes en français,. Seuls "réduire" et "recycler" figurent presque systématiquement dans la liste. Les 4 R sont plus stables en anglais, où ils sont définis comme "reduce, reuse, recycle, recover", (réduire, réutiliser, recycler, récupérer).